# Orochelidon
Genre
Orochelidon est un genre d'oiseaux de la famille des Hirundinidae.

## Répartition
Les espèces du genre Orochelidon se rencontrent en Amérique du Sud.

## Liste des espèces
Selon le Congrès ornithologique international (ordre phylogénique) il comporte trois espèces :
- Orochelidon flavipes (Chapman, 1922) – Hirondelle de Chapman
- Orochelidon murina (Cassin, 1853) – Hirondelle à ventre brun
- Orochelidon andecola (d'Orbigny & Lafresnaye, 1837) – Hirondelle des Andes

## Classification
Le nom valide complet (avec auteur) de ce taxon est Orochelidon Ridgway, 1903.